# 177120 Ocampo
177120 Ocampo este o planetă minoră (asteroid) din centura de asteroizi. A fost descoperită pe 1 aprilie 2003 la Observatorul Național Kitt Peak de Marc Buie⁠(d). 
Obiectul prezintă o orbită caracterizată de o semiaxă mare de 3,0213607760275 UAi, o excentricitate de 0,02, o înclinație de 1,8 ° în raport cu ecliptica.